# BMPx
BMPx是Beep Media Player的继承者。 它是类Unix系统上一个免费的开源媒体播放器。

## 外部連結
- 官方網站